# Ceromya laticornis
Ceromya laticornis är en tvåvingeart som först beskrevs av Malloch 1930.  Ceromya laticornis ingår i släktet Ceromya och familjen parasitflugor. Inga underarter finns listade i Catalogue of Life.